# بابازار
بابازار به مرد گرداننده و رئیس مراسم زار در کرانه‌های جنوبی ایران گفته می‌شود. مامازار هم لقب زن گرداننده مراسم زار است. این مراسم بر پایه قربانی کردن حیوان حلال گوشت یا سوزاندن عود سه‌گانه یا بخورهای سه‌گانه (بخور زار، بخور بحری، بخور سرخ) استوار است.

## تاریخچه
تاریخچه حضور باد زار در جنوب ایران و انجام این مراسم به سال‌های دور بازمی‌گردد. وقتی سیاهان آفریقایی با کشتی‌ها و لنج‌های باری مسافر این دیار شدند، سرنوشتشان ماندن در این دیار شد و موسیقی زار هجای انتظار و راهی برای گریز از تنهایی‌شان.
مردم ساحل‌نشین جنوب ایران، ارواح و جن‌ها را به صورت باد می‌پندارند و معتقدند که هر بادی جنی دارد که با آن به درون جسم آدمیزادگان می‌رود و آن‌ها را تسخیر و «هوایی» می‌کند. اینان جن بادهای خطرناک و موذی و آسیب‌رسان را «مَضِرّاتی» می‌نامند. به عقیده اهل هوا شخص مُسخَّر باد یا «بادْزده» (جن‌زده) اختیارش را از دست‌می‌دهد و به بیماری «دیوْباد»، یعنی جنون و دیوانگی دچار می‌شود و به صورت مَرکب و فرس باد در می‌آید. اهل هوا، این بیماران را «هوایی»، و بادهای سوار بر مَرکب یا بیمار را در زبان سواحلی «په په۲» و در عربی «هُبوب» می‌نامند.
درمان بیماران اهل هوا به دست «بابازار» و «ماما زار» ها است. راه درمانشان مجلسی است با ساز و آواز و قربانی و رقص و خوردنی و سوزاندن عود و دود دادن (بخورات سه‌گانه:بخور زار ،بخور بحری، بخور سرخ). گاهی دو، سه یا تا ده دوازده روز مراسم درمان به درازا می‌کشد، اگر بیمار درمان نشد رهایش می‌کنند تا از دنیا برود.
این بادها با موسیقی به مهر می‌آیند و بابا یا ماما به‌تدریج به هویت باد پی می‌برند و باد نامِ خود را فاش می‌کند. مراحل بعدی درمان از این پس امکان‌پذیر می‌شود. در صورتی‌که خواسته‌های باد برآورده شود، باد «زیر» شده و بیمار را آزار نخواهد داد. اما «مرکب» خود را که همان بیمار باشد کاملاً رها نمی‌کند.
درمان در مراسم موقتی است و کسی که به جرگه «اهل هوا» می‌پیوندد در طول عمر خویش به دفعات گرفتار «بادها» شده و نیاز به «بابا یا ماما» و اجرای مراسم دارد.
در باور جنوب ایران زار یک باد است و بادها موجوداتی غیرمادی هستند که با تسخیر فرد، او را دچار درد و بیماری می‌کنند. به این ترتیب زار و بادهای دیگر که به ۷۲گروه تقسیم می‌شوند، هرکدام عامل یک نوع بیماری‌اند. بیمار مبتلا به باد، درمانش به دست پزشک صورت نمی‌گیرد. او بعد از این که از دوا و درمان ناامید شد سراغ ملا و دعانویس می‌ورد و هیکل و دعا می‌گیرد و وقتی از هیکل و دعا هم نتیجه‌ای نگرفت، نزد بابای زار یا مامای زار می‌ورد، بابا یا مامازار برای او مراسمی ترتیب می‌دهد، تا باد را از تن او خارج سازد یا به اصطلاح باد او را زیر کند.
بابا یا مامای زار کسی است، که خود پیش‌تر به یک یا چندین باد مختلف مبتلا بوده است و در اثر مرور زمان و ممارست و قدرتی که به دست آورده، خود به باد مسلط و سوار شده و قادر شده است زار را از وجود شخص مبتلا خارج کند. هر باد یک بابا و مامای مخصوص به خود دارد، اما بعضی‌ها هم بابا یا مامای چند نوع باد هستند و این بستگی به توانایی و سابقه و تجربه آن‌ها دارد. باباها و ماماها حرفه خود را به ارث می‌برند و معمولاً نسل اندر نسل به این حرفه اشتغال داشته‌اند. اما بعضی‌ها هم هستند که از کودکی وردست یک بابا یا مامای دیگر بزرگ شده‌اند و به این توانایی رسیده‌اند. مثل «حلیمه سرحانی کنهء» مامازار و نوبان حال حاضر خرمشهر که از کودکی وردست «ملا عبد فیهانی» بزرگ شده است.

## اجرای مراسم زار
اصل مراسم زار، در خوزستان انجام می‌شود؛ در مراسم زار هیچکسی بی اجازهٔ بابازار یا مامازار حق ورود به مراسم را ندارد و اگر کسی زار نداشته باشد و بصورت افتخاری دعوت شود امکان گرفتن زار دارد.

## مجلس بازی
به مراسمی که برای بیمار ترتیب می‌دهند، مجلس بازی گفته می‌شود و اگر بیمار از این مراسم جان سالم به در برد و بادش زیر شد، به جرگه اهل هوا می‌پیوندد.
زیر کردن باد ملزوماتی می‌خواهد؛ باید به او فدیه بدهند، توقعاتش را برآورده کنند و برای او قربانی بدهند و اگر باد کافر باشد خون قربانی را به او بخورانند. بادها مثل آدمیزاد کافر و مسلمان دارند و هر دو نوع آن، آدم را بیمار و مبتلا می‌کند. اما باد کافر موذی و خطرناک است و اذیت و آزار آن زیاد است و گاه پیش آمده که مرکب خودش، که همان فرد مبتلا باشد را کشته است، حال آن که باد مسلمان اذیت و آزار کمتری دارد، چندان خطرناک نیست و فدیه کمتری هم لازم دارد.
در بعضی جاها باباها و ماماها در مجالسی که ترتیب می‌دهند، خون قربانی را که معمولاً بز نری است می‌خورند و هر بابا یا ماما با تعداد خون‌هایی که خورده است، اهمیت پیدا می‌کند. در بعضی جاهای دیگر هم مثل میناب در مجلس مخصوص بادِ خودش، خون قربانی را می‌خورد؛ مثلاً مامازار حلیمه سرحانی کنهٔ که مامای زار خرمشهر است پنج خون خورده و بابا سالم که سال‌ها پیش بابای زار روستای سلخ از جزیره قشم بود، سه خون خورده بود و خلیفه مارگیری، بابای حال حاضر میناب هم سه خون خورده است.

## اهل هوا
اهل هوا به کسانی گفته می‌شود که حداقل یک بار دچار باد شده باشند و مجلس بازی با حضور و همراهی آن‌ها و به هدایت و رهبری بابا یا ماما برگزار می‌شود و به کسی هم که باد او را تسخیر می‌کند مرکب باد می‌گویند.

## بادها
بادها اعم از کافر و مسلمان به چند گروه عمده تقسیم می‌شوند و بعضی از آن‌ها نیز به دسته‌های دیگری تقسیم می‌شوند که مهم‌ترین آن‌ها عبارت‌اند از:
- باد زار: بادهای زار هفتاد و دو نوع هستند و عمده‌ترین آنها از این قرار است: مطوری، شیخ شنگر، دینگ مارو، اُم گاره، بو مریم، چین یاسه، په په، دای کتو، بو جمبه، بابور، نمرود، تقروری، قضا.
- نوبان: معمولاً شخص را علیل و بی‌حرکت می‌کند. نوبان هم انواع و اقسام دارد، اما هرکدام از این‌ها نام جداگانه‌ای ندارند.
- مشایخ: بادهای مشایخ مسلمان و پاک هستند و به استثنای تعداد معدودی از آن‌ها همگی بی‌خطرند. مشایخ معروف عبارتند از: شیخ فرج، شیخ ادروس، شیخ عثمان، شیخ جوهر، شیخ البحر، شیخ شایب، شیخ شریف، شیخ سید احمد، شیخ سید محمد، شیخ جنو، شامی. شیخه ام گاگااین زار خطرناکترین زار برروی زارهای حبشی ونوبان وجنگل می‌باشد که تمامی زارهاازهیبت این زار زانو خم می‌کنند این زاردراهواز وبرسر شخصی بنام بابازارحیدر زیر شده وتاکنون ۸۸شب مراسم برای ان درکشورهای مختلف صورت گرفته
- باد جن: از همه خطرناک‌تر است و همگی کافرند.
- باد پری: بادهای پری بخشی کافر و خطرناک و بعضی مسلمان و بی‌خطرند.
- باد لیوا: اصلاً اذیت و آزاری ندارد و مجلس آن بسیار مفرح است و به جشن و مولودی می‌ماند. بسیاری داوطلبانه مرکب باد لیوا می‌شوند.
- باد دیو
- باد غول
- باد ام‌الصبیان

از بین این بادها، سه نوع زار، نوبان و مشایخ شیوع بیشتری دارند، اما باد جن هم در بعضی نقاط مثل لنگه، قشم و هرمز دیده شده است. باد پری نیز در بندرعباس و اطراف آن کم و بیش شایع است و به آن باد پریوار هم می‌گویند.
حتی زیارت‌گاهی به نام شاه‌پریان در بندرعباس هست، که بنا به قول متولی آن و بعضی از زایران اغلب مراجعان و زایران، افراد مبتلا به باد و به اصطلاح جن زده‌ها هستند.
مراسم باد لیوا به دلیل سخت‌گیری‌هایی که اعمال شده، تقریباً فراموش شده و در سال‌های اخیر فقط چندبار برگزار شده است. باد دیو و باد غول هم به ندرت دیده می‌شوند و جایگاه آن‌ها معمولاً در بیابان هاست.
بابا و مامای هرکدام از این بادها با دیگری فرق دارد؛ مثلاً بابای زار و بابای نوبان باهم فرق دارند؛ همین‌طور بابای مشایخ و بابای لیوا باهم فرق دارند. با این حال، برخی هم بابا یا مامای زار هستند و هم نوبان و حتی مشایخ؛ مثل «ملا عبد فیهانی» که بابای مشایخ و زار آبادان و اروند کنار است و همین‌طور «حلیمه سرحانی کنهء» که مامای مشایخ و زار خرمشهر است.
باد به صورت یک جن وارد بدن شخص مبتلا می‌شود. شخص مبتلا بعد از این که به دکتر و دعانویس مراجعه کرد و نتیجه‌ای نگرفت، به بابازار یا مامازار مراجعه می‌کند. حتی اگر بیمار قبل از دکتر و دعانویس پیش مامازار برود، ماما زار خودش به او امر می‌کند که در ابتدا پیش دکتر برود و اگر نتیجه‌ای حاصل نشد، نزد او برگردد. بعد از آن ماما زار کارش را شروع می‌کند.